# 마프라

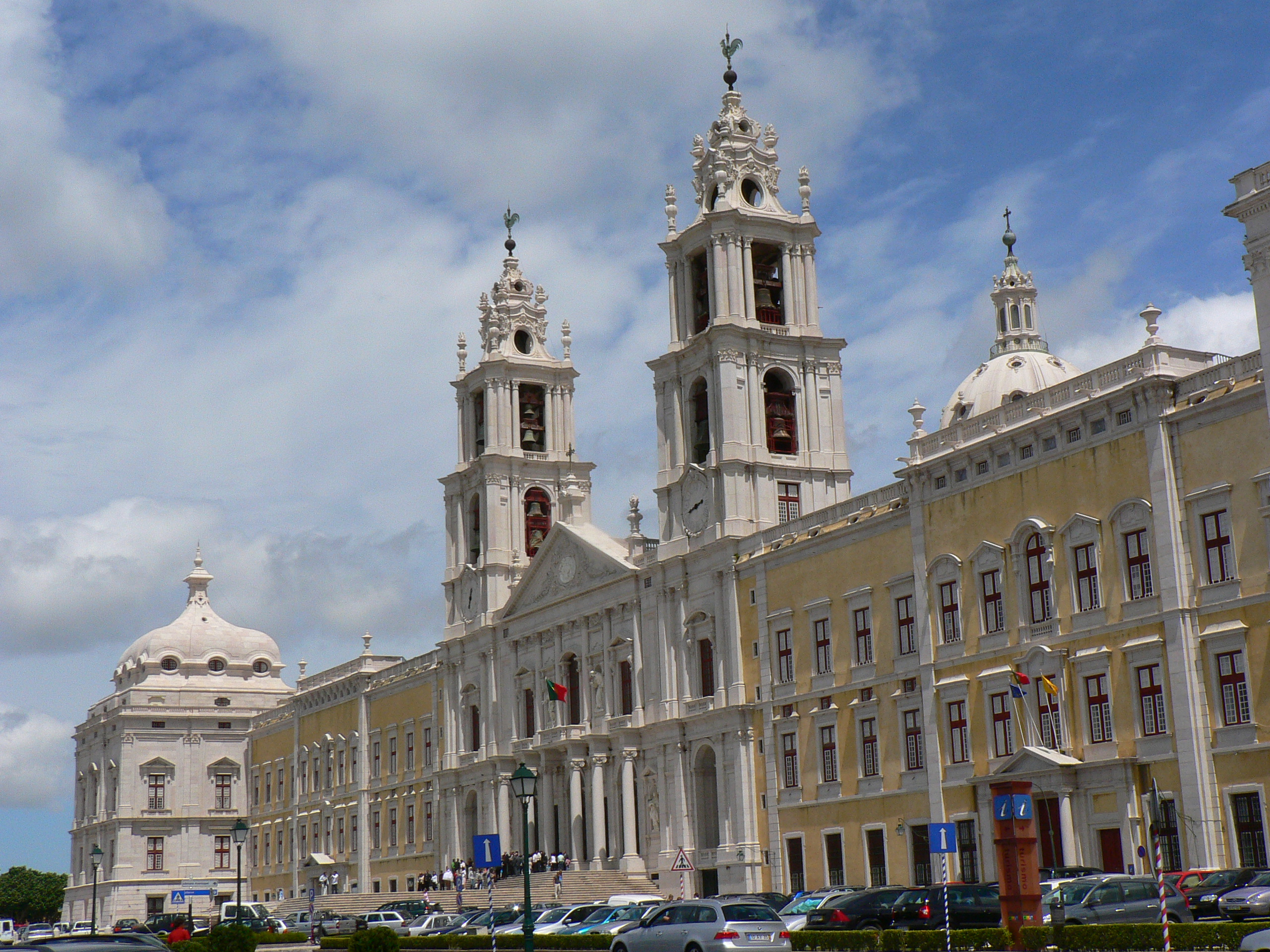
마프라 국립 궁전

마프라의 위치

마프라(포르투갈어: Mafra)는 포르투갈 리스보아 현에 위치한 도시로 면적은 291.66km2, 높이는 115m, 인구는 76,685명(2011년 기준), 인구 밀도는 260명/km2이다. 포르투갈 서부 연안에 위치하며 수도 리스본에서 북서쪽으로 28km 정도 떨어진 곳에 위치한다.
바로크 건축 양식으로 지어진 마프라 국립 궁전으로 유명한 곳이다. 해안 지대에 위치한 이리세이라(Ericeira)는 파도타기 명소로 널리 알려져 있다. A8 고속도로가 개통된 이후에는 리스본으로 가는 주민들이 증가하고 있다.

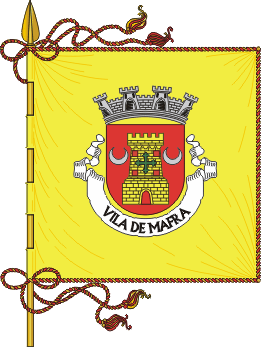
시기
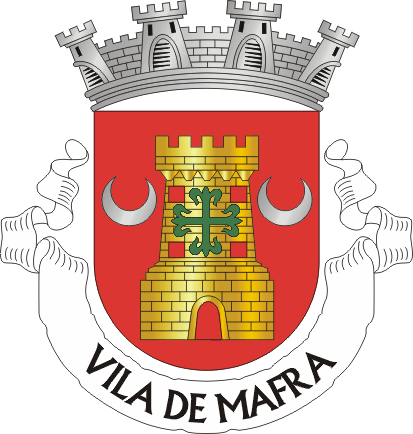
시 문장

## 인구
| 연도 | 인구   | ±%      |
| ---- | ------ | ------- |
| 1801 | 4,200  | —       |
| 1849 | 10,734 | +155.6% |
| 1900 | 25,021 | +133.1% |
| 1930 | 29,750 | +18.9%  |
| 1960 | 35,739 | +20.1%  |
| 1981 | 43,899 | +22.8%  |
| 1991 | 43,731 | −0.4%   |
| 2001 | 54,358 | +24.3%  |
| 2008 | 70,867 | +30.4%  |
| 2011 | 76,685 | +8.2%   |